# Hughes MH-6 Little Bird
L'MH-6 Little Bird è un elicottero d'attacco sviluppato negli Stati Uniti d'America a partire dagli anni sessanta, derivato dallo Hughes OH-6 Cayuse, la cui versione civile é l'MD 500.
Utilizza un rotore principale a cinque pale e uno di coda a due pale. L'elicottero è un piccolo monomotore, ma c'è la possibilità di trasportare fino a sei passeggeri oltre ai due uomini di equipaggio.

## Storia
Il progetto dell'A/MH-6 venne avviato nel 1960. L'U.S. Army emise la specifica tecnica numero 153 (Technical Specification 153) per un elicottero leggero da osservazione, in inglese Light Observation Helicopter (LOH). Il nuovo elicottero doveva poter effettuare trasporto personale, missioni di scorta e attacco, evacuazione di feriti e osservazione aerea. Presero parte alla competizione per la fornitura dodici costruttori e la Hughes Tool Company's Aircraft Division propose il suo Model 369. Al termine delle valutazioni della commissione di valutazione dell'esercito e della marina statunitensi, vennero scelte due proposte per le prove finali da cui sarebbe uscito il nome del progetto vincente la commessa di fornitura: il progetto Fairchild-Hiller e il Bell, ma l'U.S. Army incluse anche l'elicottero Hughes tra i partecipanti alla selezione finale.
Il primo prototipo di Model 369 compì il primo volo il 27 febbraio 1963. In origine venne designato YHO-6A secondo la denominazione dell'esercito statunitense, salvo poi cambiare nome in MH-6 quando nel 1962 il Dipartimento della Difesa degli Stati Uniti unificò le nomenclature. Vennero costruiti 5 prototipi equipaggiati con una turbina Allison T63-A-5A da 252 shp (188 kW) e consegnati all'U.S. Army a Fort Rucker in Alabama per competere con gli altri 10 prototipi presentati dalla Bell e dalla Fairchild-Hiller. Al termine, la Hughes vinse le prove comparative e l'esercito firmò il contratto con la Hughes, prevedendo l'inizio della produzione di serie nel maggio 1965. L'ordine iniziale fu di 714 elicotteri, ma il numero fu in seguito incrementato a 1300 con una opzione per l'acquisto di altri 114. Nel primo mese furono costruiti 70 elicotteri.
Il modello si è rivelato essere un elicottero piccolo e agile privo di armamento. All'esterno sono presenti dei sedili utili per far prendere posto a tre commando per lato. Esiste anche una versione "cannoniera" denominata AH-6. Verniciata di nero e impiegata per operazioni notturne, può condurre rapidi inserimenti e esfiltrazioni di operatori delle forze speciali in aree dove elicotteri più grandi non sono in grado di operare in sicurezza.

## Utilizzatori
Arabia Saudita
- al-Haras al-Watani

vedi Boeing AH-6
 Stati Uniti
- United States Army

 Thailandia
- Kongthap Bok Thai

vedi Boeing AH-6

## Nella cultura di massa
- In ambito cinematografico, il Little Bird, in versione AH-6, compare nel film Black Hawk Down - Black Hawk abbattuto.[1]
- In ambito videoludico, il Little Bird compare nei videogiochi Battlefield 2: Armored Fury, Battlefield 2: Modern Combat, Battlefield 3 (in versione AH-6J),[2] Battlefield 4, Call of Duty: Modern Warfare 3, Grand Theft Auto IV, Grand Theft Auto V, CHAOS e Gunship Battle III.